# 同义镇
同义镇是中国黑龙江省齐齐哈尔市讷河市下辖的一个镇。

## 行政区划
桥头溪乡下辖以下地区：
广义村、志诚村、升平村、凌云村、保国村、新合村、启民村、光华村、荣胜村、同义村和庆宝村。